# Jajam Bashi
Jajam Bashi (en turco: Hahambaşı) es la denominación turca para el Rabino mayor de toda la comunidad judía de Turquía.

## Historia
La institución del Jajam Bashi fue establecida por el sultán otomano Mehmet II, como parte de su política para que las minorías étnico-religiosas se autogobernasen acorde a sus propias leyes. 
Debido al ingente territorio que comprendía el Imperio otomano, el título de Jajam Bashi siempre fue comparado al del exilarca (el príncipe judío del exilio) en la antigua Babilonia.
En el Imperio otomano, el Jajam Bashi poseía la potestad para juzgar, legislar, modificar y abrogar leyes religiosas, incluso las ya sancionadas, siendo de esta forma una de las máximas autoridades del judaísmo del Medio Oriente. Este título cobró mayor relevancia luego de la Expulsión de los judíos de España en 1492, ya que la gran mayoría de los expulsados se instaló en los dominios del Imperio otomano. Incluso hoy en día el Gran Rabino de la República de Turquía es llamado oficialmente Jajam Bashi. 

## Lista de individuos investidos con el título de Jajam Bashi dentro del Imperio otomano
| Moses Capsali  | 1453? - 1495? |
| Eliyya Mizrahi | 1495? - 1535? |

### Rabinos Principales de Estambul
| Tam ibn Yahya                 | fallecido en 1542         |
| Eliyya Benjamin ha-Leví       | fallecido después de 1540 |
| Eliyya ben Ḥayyim             | 1543 - 1602               |
| Yeḥiel Bassan                 | 1602 - 1625               |
| José Miṭrani                  | 1625 - 1639               |
| Yomṭov Ben Yaʿesh             | 1639 - 1660               |
| Yomṭov ben Ḥananiah ben Yakar | 1660? - 1677              |
| Ḥayyim Qamḥi                  | fallecido después de 1730 |
| Judá ben Rey                  | fallecido después de 1721 |
| Samuel Levi                   | 1727 - ?                  |
| Abraham ben Ḥayyim Rosanes    | fallecido en 1745         |
| Salomón Ḥayyim Alfandari      | 1757 - 1774               |
| Meir Ishaki                   |                           |
| Eliyyah Palombo               | 1762 - ?                  |
| Ḥayyim Jacob Benyakar         |                           |
| Abraham ha-Levi               | 1835 - 1836               |
| Samuel ben Moses Ḥayyim       | 1836 - 1837               |
| Moses Fresco                  | 1839 - 1841               |
| Jacob Behar David             | 1841 - 1854               |
| Ḥayyim ha-Cohén               | 1854 - 1860               |
| Jacob Avigdor                 | 1860 - 1863               |
| Yakir Guerón                  | 1863 - 1872               |
| Moisés Levi                   | 1872 - 1908               |
| Hayyim Nahum Effendi          | 1908 - 1920               |
| Shabbetai Levi                | 1918 - 1919               |
| Isaac Ariel                   | 1919 - 1920               |

## Rabinos principales en la Palestina otomana
| Makhlouf Eldaoudi | 1889 - 1909 |

## Rabinos principales de la República de Turquía
| Hayyim Moşe Becerano | 1920 - 1931 |
| Hayyim Isaac Saki    | 1931 - 1940 |
| Rafael Saban         | 1940 - 1960 |
| David Asseo          | 1960 - 2002 |
| Isaac Haleva         | 2002 -      |